# Tegelkranskaktus
Tegelkranskaktus (Rebutia fiebrigii) är en art växt i familjen kaktusväxter från Bolivia och Argentina. Arten odlas ibland som krukväxt i Sverige.
Arten förekommer från centrala Bolivia till norra Argentina. Den växer mellan 2100 och 3600 meter över havet. Exemplar hittas i klippiga regioner nära vattendrag, ibland i buskskogar.
För beståndet är inga hot kända. Hela populationen anses vara stabil. IUCN listar arten som livskraftig (LC).

## Synonymer
Aylostera spinosissima (Backeberg) Backeberg
Rebutia archibuiningiana F.Ritter
Rebutia hoffmannii Diers & Rausch
Rebutia spinosissima
Rebutia walteri Diers